# Guadalupito las Dalias
Guadalupito las Dalias är en ort i Mexiko.   Den ligger i kommunen Tlahuapan och delstaten Puebla, i den sydöstra delen av landet, 60 km öster om huvudstaden Mexico City. Guadalupito las Dalias ligger 2 569 meter över havet och antalet invånare är 823.
Terrängen runt Guadalupito las Dalias är kuperad åt nordväst, men åt sydost är den platt. Runt Guadalupito las Dalias är det tätbefolkat, med 257 invånare per kvadratkilometer. Närmaste större samhälle är San Martin Texmelucan de Labastida, 17,2 km sydost om Guadalupito las Dalias. Trakten runt Guadalupito las Dalias består till största delen av jordbruksmark.